# Pristimantis urichi
Pristimantis urichi es una especie de anfibio anuro de la familia Craugastoridae.

## Distribución geográfica
Es endémica de la república de Trinidad y Tobago.